# Pselaphia macrocera
Pselaphia macrocera är en tvåvingeart som beskrevs av Becker 1911. Pselaphia macrocera ingår i släktet Pselaphia och familjen fritflugor. Inga underarter finns listade i Catalogue of Life.